# Andrena garzetta
Andrena garzetta är en biart som beskrevs av Warncke 1975. Andrena garzetta ingår i släktet sandbin, och familjen grävbin. Inga underarter finns listade i Catalogue of Life.